# Illano (San Martín de Oscos)
Illano (Eilao en eonaviego) es una parroquia del concejo de San Martín de Oscos, en el Principado de Asturias, España. Ocupa una extensión de 7,29 km². Está situada a 2,2 km de la capital del concejo, San Martín.

## Lugares
- Arne (El Arne): despoblado
- Arruñada (A Arruñada): 3 habitantes
- San Pedro de Ahio (San Pedro d'Ío): 5 habitantes

- Datos: Q1658719